# Lago Yehuin
El lago Yehuin es un espejo de agua situado en el centro de la provincia argentina de Tierra del Fuego, en la isla homónima.

## Toponimia
El nombre Yehuin proviene del idioma yagán.

## Geografía
Es de origen glaciar y tiene forma de media luna, además de que es paralelo al lago Chepelmut. Contiene algunas islas en su interior y varios fiordos. El mismo desagua en el lago Fagnano a través de un río menor, afluente del río Claro, que desagua en el Fagnano, por lo que el Yehuin pertenece a la cuenca del océano Pacífico.
El lago es de aguas extraordinariamente transparentes y es muy concurrido por los adeptos a la pesca deportiva y el trekking. En sus orillas se encuentra el cerro Shenolsh, desde el que se obtienen vistas del paisaje circundante, junto con una pequeña población rural, al norte del lago.

## Acontecimientos históricos
Este lago fue presencia también de una tragedia ocurrida el 10 de diciembre de 1989, cuando tres personas mayores de edad y nueve niños cayeron al lago debido a un accidente que ocurrió con la lancha en la que iban. Se dictó luto por dos días, y se construyó un monolito a la vera del segundo muelle del lago.[cita requerida]